# Andriy Protsenko
Andriy Oleksiyovych Protsenko (né le 20 mai 1988 à Kherson) est un athlète ukrainien, spécialiste du saut en hauteur.

## Biographie
Il a sauté à deux reprises 2,30 m, à Székesfehérvár (en juillet 2008) et à Mykolaïv (en mai 2008).
Deuxième des Championnats d'Europe junior 2007 d'Hengelo derrière son compatriote Oleksandr Nartov, il remporte en 2009 la médaille de bronze lors des Championnats d'Europe espoirs de Kaunas.
Éliminé en juin 2012 lors des qualifications des Championnats d'Europe d'Helsinki, Protsenko atteint la finale olympique lors des Jeux de Londres où il se classe neuvième avec 2,25 m. L'année suivante, il devient vice-champion du monde universitaire lors des Universiade de Kazan avec un saut à 2,31 m.
En février 2014, Andriy Protsenko améliore son record personnel en salle à 2,33 m. Qualifié pour la finale des Championnats du monde en salle de Sopot, il y remporte la médaille de bronze avec une barre effacée à 2,36 m dès son premier essai, après avoir franchi 2,32 m à son troisième essai. Il est devancé sur le podium par le Qatari Mutaz Essa Barshim (2,38 m, médaillé d'or) et le Russe Ivan Ukhov (2,38 m, médaillé d'argent). 
Lors de la saison estivale, sa progression se poursuit nettement : le 8 juin, à Hengelo, il porte son record à 2,33 m. Puis, la semaine suivante, à New York, il franchit 2,35 m. Le 21 juin, il remporte les Championnats d'Europe par équipes à Brunswick en Allemagne avec 2,30 m. Le 3 juillet, lors de l'Athletissima 2014 de Lausanne, Protsenko efface 2,40 m et entre dans le club des sauteurs en hauteur à 2,40 m. 
En août, il devient vice-champion d'Europe sous la pluie avec 2,33 m, derrière son compatriote Bohdan Bondarenko (2,35 m) et termine ensuite quatrième du classement général de la Ligue de diamant.
En mars 2015, Protsenko ne termine que sixième des Championnats d'Europe en salle de Prague avec 2,28 m à son troisième essai. Le 7 juillet, il saute 2,32 m pour prendre la 4e place du meeting de Székesfehérvár, son meilleur saut de la saison. Il ne passe pas le cap des qualifications lors des Championnats du monde de Pékin (2,26 m).
En 2016, il établit son meilleur saut de la saison en salle à Metz en France avec 2,30 m. Le 19 mars 2016, Protsenko se classe 7e de la finale des championnats du monde en salle de Portland avec 2,29 m, échouant de peu à 2,33 m. Le 10 juillet, l'Ukrainien prend la 9e place des Championnats d'Europe d'Amsterdam avec 2,24 m.
Il échoue au pied du podium des Jeux olympiques de Rio avec 2,33 m.
Le 4 juillet 2017, il franchit 2,30 m à Székesfehérvár, ce qui le qualifie pour les Championnats du monde 2017.
Le 10 février 2018, il franchit 2,29 m en salle à Soumy. Le 20 mai 2018, il franchit 2,27 m à 	Białystok, son meilleur résultat de la saison. Le 9 août 2018, il se qualifie pour la finale des Championnats d'Europe d'athlétisme 2018, en réalisant 2,25 m au 2e essai.
Avec l’équipe d’Ukraine, il remporte la médaille d’or par équipes lors de la finale des Jeux européens de 2019, en étant classé 2e de l’épreuve individuelle du saut en hauteur, en 2,24 m, perdant d’un cm face à Maksim Nedasekau.
Andriy Protsenko, qui après avoir fui son pays après l'Invasion de l'Ukraine par la Russie, participe aux championnats du monde 2022 à Eugene. Il y établit la meilleure performance de sa saison avec 2,33 m et remporte la médaille de bronze derrière le Qatarien Mutaz Essa Barshim et le Coréen Woo Sang-hyeok.

## Palmarès
| Date | Compétition                       | Lieu             | Résultat | Marque  |
| ---- | --------------------------------- | ---------------- | -------- | ------- |
| 2007 | Championnats d'Europe juniors     | Hengelo          | 2e       | 2,21 m  |
| 2009 | Championnats d'Europe espoirs     | Kaunas           | 3e       | 2,24 m  |
| 2010 | Championnats d'Europe par équipes | Bergen           | 3e       | 2,22 m  |
| 2011 | Universiade                       | Shenzhen         | 11e      | 2,18 m  |
| 2012 | Jeux olympiques                   | Londres          | 8e       | 2,25 m  |
| 2013 | Universiade                       | Kazan            | 2e       | 2,31 m  |
| 2014 | Championnats du monde en salle    | Sopot            | 2e       | 2,36 m  |
| 2014 | Championnats d'Europe par équipes | Brunswick        | 1er      | 2,30 m  |
| 2014 | Championnats d'Europe             | Zurich           | 2e       | 2,33 m  |
| 2014 | Ligue de diamant                  | Ligue de diamant | 3e       | détails |
| 2015 | Championnats d'Europe en salle    | Prague           | 6e       | 2,28 m  |
| 2016 | Championnats du monde en salle    | Portland         | 7e       | 2,29 m  |
| 2016 | Championnats d'Europe             | Amsterdam        | 9e       | 2,24 m  |
| 2016 | Jeux olympiques                   | Rio de Janeiro   | 4e       | 2,33 m  |
| 2016 | Ligue de diamant                  | Ligue de diamant | 5e       | détails |
| 2017 | Ligue de diamant                  | Ligue de diamant | 6e       | 2,24 m  |
| 2018 | Championnats d'Europe             | Berlin           | 5e       | 2,24 m  |
| 2018 | Ligue de diamant                  | Ligue de diamant | 4e       | 2,29 m  |
| 2019 | Championnats d'Europe en salle    | Glasgow          | 2e       | 2,26 m  |
| 2019 | Ligue de diamant                  | Ligue de diamant | 1er      | 2,32 m  |
| 2022 | Championnats du monde             | Eugene           | 3e       | 2,33 m  |
| 2022 | Championnats d'Europe             | Munich           | 3e       | 2,27 m  |
| 2023 | Championnats d'Europe en salle    | Istanbul         | 2e       | 2,29 m  |
| 2023 | Championnats du monde             | Budapest         | 11e      | 2,25 m  |
| 2024 | Championnats du monde en salle    | Glasgow          | 11e      | 2,15 m  |

## Records
| Épreuve         | Épreuve      | Performance | Lieu     | Date           |
| --------------- | ------------ | ----------- | -------- | -------------- |
| Saut en hauteur | En plein air | 2,40 m      | Lausanne | 3 juillet 2014 |
| Saut en hauteur | En salle     | 2,36 m      | Sopot    | 9 mars 2014    |